# Dealurile Drăgășaniului
Dealurile Drăgășaniului este o arie protejată (sit de importanță comunitară — SCI) din România, desemnată în scopul protejării biodiversității și menținerii într-o stare de conservare favorabilă a florei spontane și faunei sălbatice, precum și a habitatelor naturale de interes comunitar aflate în arealul zonei de protecție. Aceasta se întinde pe o suprafață de 7.605,6 ha, integral pe uscat.

## Localizare
Situl Dealurile Drăgășaniului se întinde pe teritoriile administrative ale județelor Olt (Cârlogani, Grădinari, Strejești) și Vâlcea (Crețeni, Gușoeni, Lungești, Mădulari, Sutești, Ștefănești, Șușani). Centrul acestuia este situat la coordonatele 44°34′58″N 24°08′49″E / 44.582855°N 24.146864°E.

## Înființare
Situl Dealurile Drăgășaniului (ROSCI0296) a fost declarat sit de importanță comunitară în septembrie 2011 pentru a proteja 3 specii de animale.

## Biodiversitate
Situată în ecoregiunea continentală, aria protejată conține 3 habitate naturale: Păduri de fag Asperulo-Fagetum, Păduri panonice-balcanice de stejar turcesc - stejar sesil, Păduri de stejar și de carpen dacice.
La baza desemnării sitului se află mai multe specii protejate de  nevertebrate (3): croitorul mare al stejarului (Cerambyx cerdo), rădașcă (Lucanus cervus), croitor cenușiu (Morimus asper funereus).